# Fusa Tatsumi
Pour les articles homonymes, voir Tatsumi.
Fusa Tatsumi (巽フサ, Tatsumi Fusa, 25 avril 1907 – 12 décembre 2023) était une supercentenaire japonaise. Elle était la personne la plus âgée du Japon après la mort de Kane Tanaka le 19 avril 2022.

## Biographie
Fusa Tatsumi est née à Yao, préfecture d'Osaka, Empire du Japon, le 25 avril 1907. Tatsumi a emménagé dans la maison de retraite Hakuto à Kashiwara, préfecture d'Osaka, Japon en 2013. Lorsqu'elle est arrivée à la maison de retraite, elle était en relativement bonne santé et pouvait faire de la gymnastique depuis son fauteuil roulant. À 110 ans, elle était encore capable de se maquiller elle-même. Elle était alitée et parlait rarement dans ses dernières années.
Après la mort de Lucile Randon en France le 17 janvier 2023, Tatsumi est devenue la deuxième personne vivante la plus âgée au monde derrière Maria Branyas, une femme catalane d'origine californienne. Ces deux femmes étaient les deux dernières personnes vivantes dont la naissance en 1907 a été vérifiée. Tatsumi est décédée d'une insuffisance respiratoire le 12 décembre 2023, à l'âge de 116 ans et 231 jours.